# Squalus megalops
Squalus megalops is een haai uit de familie van doornhaaien (Squalidae) en behoort derhalve tot de orde van doornhaaiachtigen (Squaliformes). De vis kan een lengte bereiken van 71 centimeter.

## Leefomgeving
De Squalus megalops is een zoutwatervis. In brakwater is de soort nog nooit aangetroffen. De vis prefereert een diepwaterklimaat en leeft hoofdzakelijk in de Indische Oceaan. De diepteverspreiding is 30 tot 750 meter onder het wateroppervlak.

## Relatie tot de mens
De Squalus megalops is voor de visserij van aanzienlijk commercieel belang. In de hengelsport wordt er weinig op de vis gejaagd.